# Patrik Zapata
Patrik Zapata, född 1967, är professor i offentlig förvaltning vid Förvaltningshögskolan vid Göteborgs universitet. 
Han disputerade år 2004 på en avhandling om skandaler i offentlig sektor. Sedermera har hans forskning och forskningsprojekt till stor del handlat om offentlig organisering, och om den offentliga förvaltningens förhållande till sin omvärld. Några exempel är organisering av staden, hållbarhet och organisering av avfall, sociala rörelser och kommuner, organisatoriska språk och arbetsmarknadsintegration.